# Xã Lewistown, Quận Fulton, Illinois
Xã Lewistown (tiếng Anh: Lewistown Township) là một xã thuộc quận Fulton, tiểu bang Illinois, Hoa Kỳ. Năm 2010, dân số của xã này là 3.039 người.